# اسپیانیج
اسپیانیج (انگلیسی: Espionage) یک تیم آهنگسازی و تولید موسیقی نروژی مستقر در نیویورک متشکل از اسپن لیند و آموند بیورکلوند است. موفقیت آن‌ها در سال ۲۰۰۶ به‌عنوان یکی از نویسندگان آهنگ جهانی بیانسه به نام «غیرقابل تعویض» به دست آمد، که برای ۱۰ هفته متوالی شماره ۱ در ۱۰۰ تک آهنگ داغ بیلبورد و پرفروش‌ترین تک آهنگ در ایالات متحده در سال ۲۰۰۷ بود. آنها احتمالاً بیشتر به عنوان تهیه‌کنندگان و نویسندگان پشت سر چندین آهنگ مهم و پس از سال ۲۰۰۹ شناخته شدند، از جمله «رانندگی کردن کنار» و تک آهنگ بازگشت آنها «هی، روح خواهر»، که در میان ۲۰ تک آهنگ پرفروش تمام دوران (در ایالات متحده) است. این گروه جوایز بی ام ای متعددی دریافت کرده‌است.